# 네덜란드어로 된 단단하고 부드러운 G
네덜란드어로 된 단단하고 부드러운 G는 네덜란드어의 단단한 G는 k 발음이 나며, 네덜란드어의 부드러운 G는 c 발음이 난다.